# Chiesa di Santa Maria Assunta (Sermide e Felonica)
La chiesa di Santa Maria Assunta, nota anche come chiesa dell'Assunzione della Beata Vergine Maria, è la parrocchiale di Felonica, frazione del comune sparso di Sermide e Felonica, in provincia e diocesi di Mantova; fa parte del vicariato foraneo Madonna della Comuna.

## Storia
Anticamente sorgeva a Felonica un monastero, al quale era annessa una chiesetta dedicata alla Beata Vergine Assunta. Questa chiesetta fu sostituita nell'XI secolo dall'attuale parrocchiale. Matilde di Canossa provvide ad annetterla all'Abbazia di San Benedetto in Polirone.

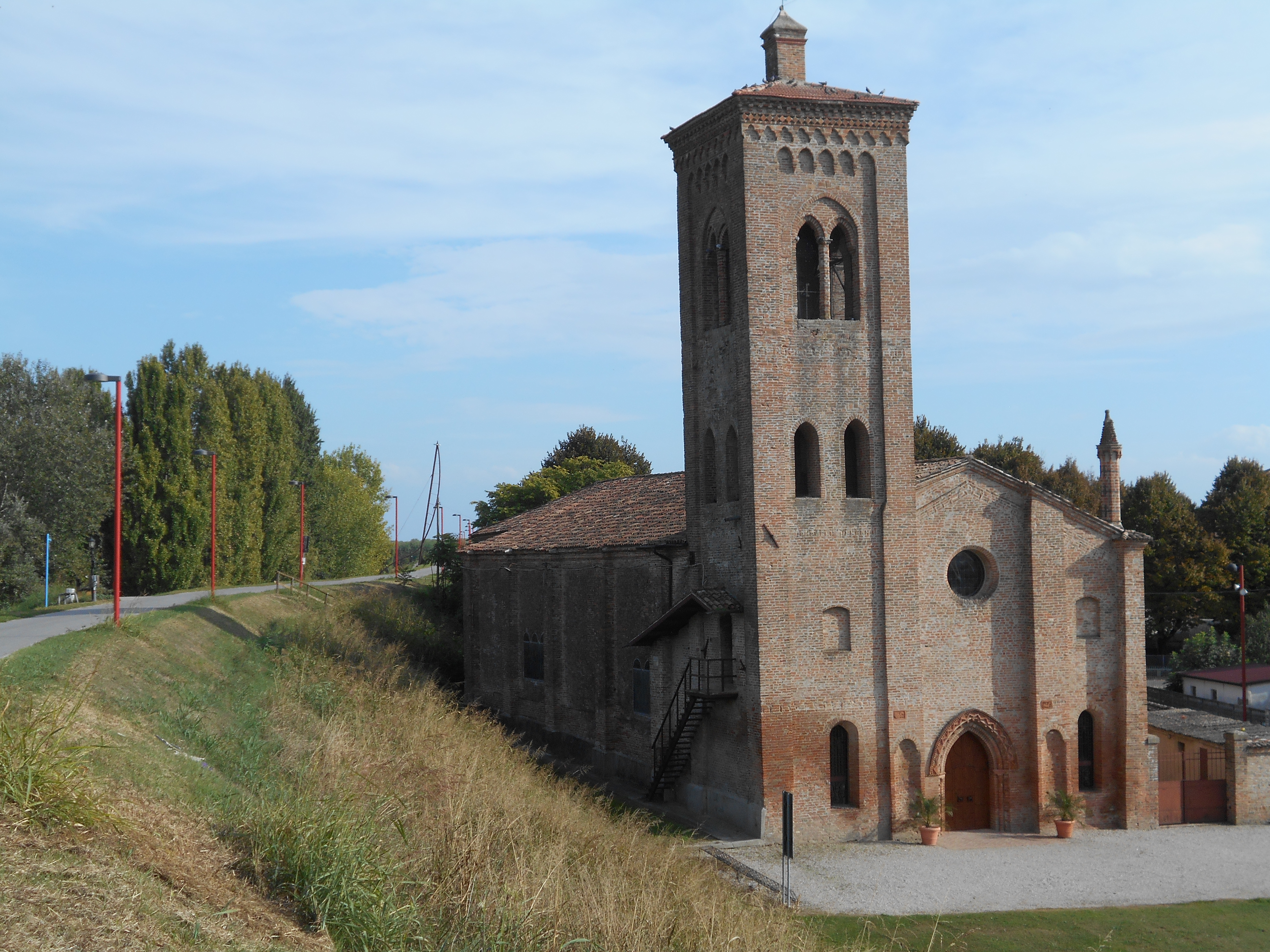
Chiesa di Santa Maria Assunta

Già nel XVI secolo non si ha più notizia del monastero e la chiesa nel XVII secolo era sede di un vicariato, successivamente sostituito da quello di Sermide, che comprendeva anche le parrocchie di San Pietro di Sermide, dell'Assunzione di Carbonara di Po, di San Giovanni di Moglia e della Natività di Quatrelle. Durante la Seconda Guerra Mondiale la chiesa subì dei danni e venne, pertanto, completamente restaurata. Anche il terremoto dell'Emilia del 2012 lesionò l'edificio, il quale fu dunque oggetto di un importante intervento di ristrutturazione, conclusosi nel 2014.

## Descrizione

### Esterno

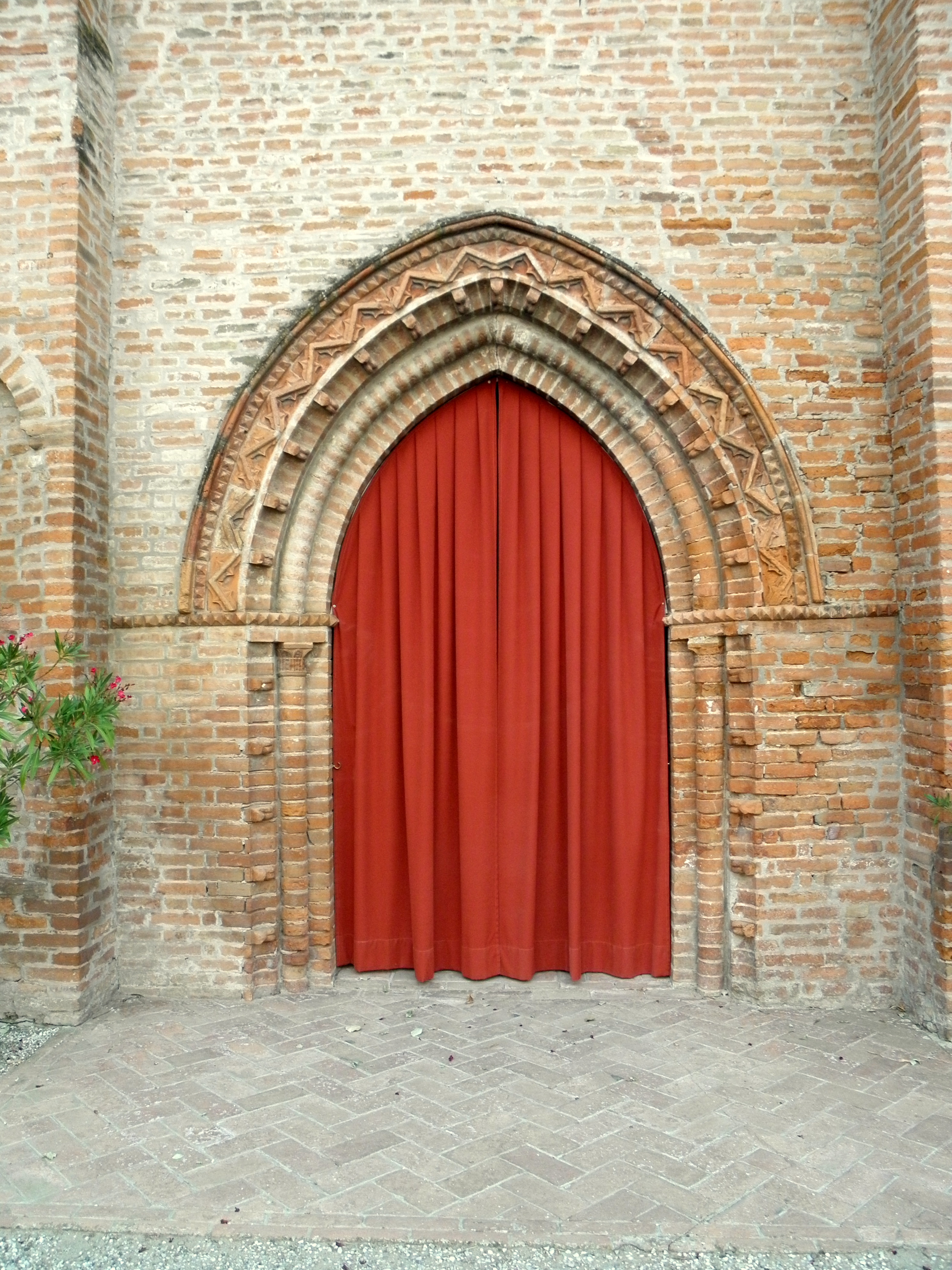
Il portale.

La facciata, in mattoni faccia a vista, è scandita da paraste e presenta elementi architettonici gotici, tra cui il portale decorato in cotto.
Annesso alla parrocchiale è il campanile a base quadrata, abbelito da archetti pensili; la cella presenta delle bifore ed è coperta dal tetto a quattro falde.

### Interno
Opere di pregio conservate all'interno della chiesa sono un crocifisso ligneo risalente al primo Novecento, una statua raffigurante la Madonna Immacolata con tre angeli, scolpita tra la fine del XIX e l'inizio del XX secolo, un dipinto di Fermo Ghisoni, il cui soggetto è San Paolo, un affresco di fine Trecento con Crocifissione di Cristo sul Calvario con San Giovanni e la Madonna, un altro affresco con la Madonna in trono col Bambino assieme a Sant'Antonio, San Giacomo Maggiore e Santa Liberata, una statuetta del Sacro Cuore di Gesù e una statua raffigurante Sant'Antonio di Padova con il Bambino.